# Ephraim Mogale
Ephraim Mogale (do 2010 roku Greater Marble Hall) – gmina w Republice Południowej Afryki, w prowincji Limpopo, w dystrykcie Sekhukhune. Siedzibą administracyjną gminy jest Marble Hall.